# 殿山祐身
殿山 祐身（とのやま ゆみ、1984年10月9日 - ）は、日本の声優、女優。プロダクション東京ドラマハウス所属。広島県出身。血液型はO型。

## 出演作品

### ドラマCD
- スペキュレイション（アイリス・マリー）

### テレビ番組
- エチカの鏡
- お茶の間の真実
- 踊る!さんま御殿!!
- 金スマ
- コレってアリですか?
- 世界御天ニュース
- ネギま!
- ビューティー・コロシアム
- 魔女達の22時
- 女神のアンテナ

### CM
- 大日本住友製薬

### VP
- アクトシステム
- キリンビール

### 舞台
- ねどけ
- ネバーギブアップ（朗読）
- ピルグリム
- 四月になれば彼女は
- 歴女パーティー
- 30＆40　サーティー&フォーティー　〜ミソジとヨソジの物語〜

### WEBコンテンツ
- 大日本住友製薬

### その他
- トヨタカタログ（スチール）